# دومينيك دورسي
دومينيك دورسي (بالإنجليزية: Dominique Dorsey)‏ هو لاعب كرة قدم أمريكية ولاعب كرة قدم كندية أمريكي، ولد في 7 مايو 1983 في فيكتورفيل في الولايات المتحدة.